# Dalla parte del lupo
Dalla parte del lupo: la riscoperta scientifica e culturale del mitico predatore è un romanzo di Luigi Boitani.
Luigi Boitani, che grazie a questo libro ottenne il Wwf international conservation award, cominciò a studiare i lupi grazie ad un progetto dell'Università di Yale nel 1971-1972. Tornato in Italia anni dopo, grazie ad una collaborazione col WWF di alcuni mesi, decise appunto di scrivere il libro, che uscì ufficialmente nel 1987. 

## Trama
Il libro presenta il lupo sotto due aspetti: quello scientifico (Canis lupus, descritto dal punto di vista morfologico e comportamentale, quindi biologico), e quello mitologico (somma di un'infinità di storie, leggende, racconti fantastici e tremendi che si sono accumulati per secoli). Predatore e mito, il lupo viene dunque presentato sotto questi due aspetti, nella speranza di riuscire a cancellare dall'immaginario collettivo l'immagine del "lupo cattivo", in modo da salvare gli ultimi esemplari italiani (presenti soprattutto in Abruzzo).

## Edizioni
- Luigi Boitani, Dalla parte del lupo, Mondadori, 1987,  p. 270.